# مايلز لامبسون
مايلز ويديربيرن لامبسون، بارون كيليرين ولد باسكتلندا، في (24 أغسطس 1880—وتوفي 18 سبتمبر 1964) دبلوماسي بريطاني. والديه لامبسون نورمان وبلاكبيرن هيلين، وقد درس في كلية إيتون. دخل وزارة الخارجية في عام 1903.
خدم على النحو التالي :
- تم تنصيبه كبارون في عام 1943.
- سكرتير لبعثة الرباط، اليابان، 1906
- السكرتير الثاني، طوكيو، اليابان، 1908-1910
- السكرتير الثاني، صوفيا، بلغاريا، 1911
- السكرتير الأول، بكين، 1916
- القائم بأعمال المفوض السامي البريطاني في سيبيريا، 1920
- وزير بريطاني للصين، 1926-1933
- المفوض السامي لمصر والسودان، 1934-1936
- السفير البريطاني لدى مصر، والمفوض السامي لشؤون السودان، 1936-1946
- مفوض خاص في جنوب شرق آسيا، 1946-1948

## عائلة
تزوج راشيل فيبس (1912 متزوج—حتى وفاتها في عام 1930) وأنجب منها أبنا وبنتين
تزوج جاكلين الدين كاستيلاني أبنة السير ليزلي ألدو كاستيلاني (متزوج 1934) وأنجب أبنا وبنتين

### الأطفال
- من راشيل فيبس هيلين ماري :

جراهام كورتيس امبسون (1919-1996) ،والذي أصبح ثاني بارون كيلرين. وقد توفي تاركا بنات فقط، أصغرهن. أضغرهم نادين ماريسا لامبسون والتي تزوجت من السير نيكولاس بونسور.
ماري لامبسون
مارغريت امبسون
- مع جاكلين الدين ليزلي كاستيلاني:

فيكتور جورج الدوس مايلز لامبسون، والذي أصبح ثالث بارون كيلرين ؛
جاكيتا جان فريدريك لامبسون، وكان لديها ثلاثة أبناء.
روكساناروز كاثرين نايلا لامبسون، متزوج من إيان روس، وهي أم لستة أطفال، بما في ذلك عارضة الأزياء ليبرتي روس.

## الأوسمة التي حصل عليها
- وسام القديس مايكل والقديس جورج
- وسام البلاط
- وسام فيكتوريا الملكي
- وسام الشمس المشرقة، الأشعة الذهبية مع الرقبة الشريط (اليابان) [1].
- وسام الكنز المقدس، الأشعة الذهبية مع الشريط الرقبة (اليابان) [1].